# Gonora vitrina
Gonora vitrina là một loài bướm đêm trong họ Geometridae.